# Antonio Salieri
Antonio Salieri (Legnago, 18 agosto 1750 – Vienna, 7 maggio 1825) è stato un compositore italiano del classicismo, autore sia di musica sacra sia operistica.
Cittadino della Repubblica di Venezia, trascorse la maggior parte della sua vita alla corte imperiale asburgica di Vienna per la quale fu compositore e maestro di cappella. Salieri ebbe come allievi molti musicisti famosi, tra cui Beethoven, Schubert, Liszt, Czerny e Hummel, a dimostrare la validità della sua scuola di composizione.
Fu ottimo compositore e insegnante, anche se il suo nome si legò ingiustamente, nell'immaginario collettivo, a un'improbabile inimicizia con Mozart, soprattutto a causa della maldicenza che, trent'anni dopo la morte del compositore salisburghese, lo accusò di avere avvelenato quest'ultimo per invidia. La credenza ha avuto molta fortuna in letteratura, musica, teatro e cinema lungo duecento anni, ma non ha basi di realtà.

## Biografia
Antonio Salieri nacque a Legnago, una cittadina in provincia di Verona, da una famiglia di ricchi commercianti, Antonio Salieri (1702-1764) e Anna Maria Scacchi (1722-1763), il 18 agosto 1750. Si avvicinò alla musica studiando violino con il fratello Francesco (allievo di Giuseppe Tartini) e clavicembalo con un organista della sua città natale, Giuseppe Simoni. Alla morte dei genitori, intorno al 1764, si trasferì assieme al fratello a Venezia, dove continuò i suoi studi. Nel 1766 attirò l'attenzione del Kapellmeister (maestro di cappella) viennese Florian Leopold Gassmann, che si trovava a Venezia per sovrintendere alla messa in scena della sua opera basata sull'episodio di Achille a Sciro e intitolata, appunto, Achille in Sciro.
Il musicista austriaco, che rimase colpito dal talento di Salieri, si affezionò sinceramente al giovane e lo prese con sé. Portatolo a Vienna alla corte di Giuseppe II d'Asburgo, presso cui era dipendente, ne curò personalmente l'istruzione, insegnandogli contrappunto, composizione, latino, tedesco e francese. A corte, Salieri attrasse anche la benevolenza di altri personaggi, tra cui lo stesso imperatore, che, alla morte di Gassmann nel 1774, lo nominò successore del maestro defunto, istituendolo, a soli ventiquattro anni, sia Kammerkomponist sia direttore musicale dell'opera italiana a Vienna.
Ebbe così inizio una carriera brillante, che lo avrebbe portato a diventare maestro di cappella alla corte asburgica, compositore e insegnante di corte. Protetto dell'imperatore e in ottimi rapporti con Gluck, Metastasio e Haydn, Salieri fu uno fra i più prolifici autori di musica da camera e musica sacra, ma soprattutto di opere liriche all'italiana del suo tempo.
Salieri esordì nel 1770 con un'opera buffa, Le donne letterate, cui fece seguito, l'anno successivo, Armida (seria) e, alcuni anni dopo, l'opera che lo avrebbe consacrato nel panorama musicale dell'epoca, L'Europa riconosciuta, commissionatagli dall'imperatrice Maria Teresa d'Austria per l'inaugurazione, il 3 agosto 1778, del Nuovo Regio Ducal Teatro (l'attuale Teatro alla Scala) fatto erigere a Milano (la medesima opera salutò il 7 dicembre 2004 la riapertura del teatro scaligero dopo un radicale lavoro di restauro).
Ma la predilezione per il dramma parlato e la riorganizzazione dei teatri di corte, voluta dall'imperatore nel 1776, lasciavano poche opportunità a Salieri per comporre nuove opere a Vienna, pertanto il musicista rivolse la sua attenzione all'Italia. Tra il 1778 e il 1780 scrisse cinque opere per i teatri di Milano, Venezia e Roma, tutte di argomento comico, ad eccezione dell'Europa riconosciuta. Tra le opere buffe di gran lunga più popolari, compose La scuola de' gelosi, su libretto di Caterino Mazzolà (scritta per il carnevale di Venezia del 1779) opera che più di ogni altra diffuse la fama di Salieri in tutta Europa. Nel 1780 Giuseppe II lo incaricò di scrivere un singspiel eseguito da cantanti e musicisti del proprio teatro nazionale, una delle uniche due opere in tedesco di Salieri, Der Rauchfangkehrer (1781), che ebbe un notevole successo fino a quando non fu oscurata dal Ratto dal serraglio di Mozart.
Nel febbraio del 1788 l'imperatore concesse a Salieri la carica di Hofkapellmeister, ruolo che già dal 1775 aveva assolto spesso, sostituendo il titolare Giuseppe Bonno quando era malato.
Dopo la morte di Giuseppe II (avvenuta il 20 febbraio 1790) e con l'ascesa al trono di Leopoldo II, circolarono voci secondo le quali Salieri doveva essere licenziato, oppure che aveva presentato le sue dimissioni da Hofkapellmeister. In realtà, sembra che Salieri abbia chiesto, e ottenuto, di essere esentato dall'obbligo delle prove quotidiane e della direzione delle opere, in cambio del quale accettò di comporre ogni anno una nuova opera per il teatro di corte. I compiti dai quali fu sollevato furono assegnati al suo allievo e protetto Joseph Weigl.

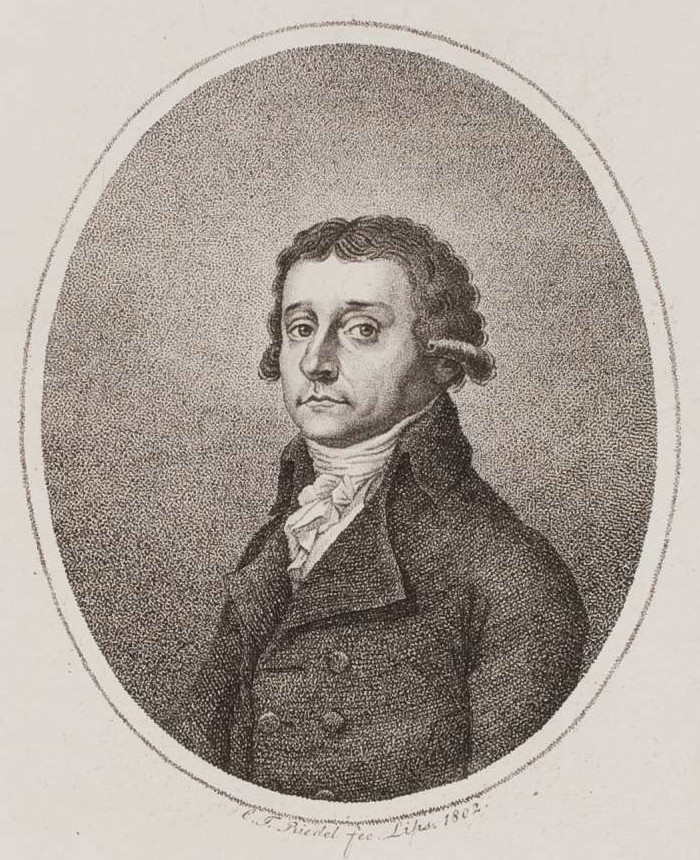
Salieri intorno al 1802 circa.

Negli anni '90 del Settecento Salieri, rimasto privo del sostegno di Giuseppe II, non ebbe nemmeno più l'opportunità di scrivere opere per Parigi (tagliato fuori dagli esiti della Rivoluzione) né di usufruire del talento teatrale di Lorenzo Da Ponte (caduto in disgrazia presso la corte) e senza la stimolante rivalità di Mozart (morto nel '91). Nel 1794 rinnovò il contatto con De Gamerra e insieme scrissero tre opere per i teatri di corte: Eraclito e Democrito, Palmira regina di Persia e Il moro. La prima e la terza ebbero un discreto apprezzamento (con meno di 20 rappresentazioni nei teatri di corte) mentre Palmira riscosse il maggior successo di tutte le altre sue opere tarde. L'ultimo collaboratore italiano di Salieri, Carlo Prospero De Franceschi, gli fornì libretti per tre opere eseguite nel 1799 e nel 1800, tra cui Falstaff (1799). L'ultima opera completa di Salieri, Die Neger, ricevette scarsi applausi nel 1804.
Come Hofkapellmeister, Salieri curò la scelta dei nuovi strumentisti e cantanti di corte, supervisionò l'acquisto degli strumenti e mantenne la biblioteca musicale in buone condizioni. I registri della cappella reale per il periodo dal 1820 sino al suo pensionamento nel 1824 mostrano che per i servizi regolari scelse più frequentemente le messe di Albrechtsberger, Joseph e Michael Haydn, Georg Reutter il giovane, Eybler, Leopold Hofmann e Mozart.

### Opere
Fra le sue trentanove composizioni per il teatro si ricordano: Armida (1771) La scuola de' gelosi (1778) Der Rauchfangkehrer (1781) Les Danaïdes (1784) attribuita in un primo tempo allo stesso Gluck, Prima la musica e poi le parole (1786) Tarare (1787) La grotta di Trofonio, Eraclito e Democrito, Axur, Re d'Ormus (1788) che contiene l'intermezzo Arlecchinata, Palmira, regina di Persia (1795) Falstaff, ossia le tre burle (1799) tema tratto da Le allegre comari di Windsor di Shakespeare che sarebbe stato poi ripreso da Giuseppe Verdi per il suo Falstaff.
Da segnalare anche il dramma giocoso in due atti Il mondo alla rovescia, rappresentato per la prima volta in tempi moderni il 14 novembre 2009 al Teatro Salieri di Legnago (Verona). 
Fra le composizioni strumentali spiccano due concerti per pianoforte e orchestra e un concerto per organo scritti nel 1773, un concerto per flauto, oboe e orchestra del 1774, un insieme di ventisei variazioni su La Follia di Spagna (1815) e le numerose serenate. Salieri ha scritto anche alcuni deliziosi concertini (della durata di circa dieci minuti) e una pregevole fuga.

### Gli ultimi anni

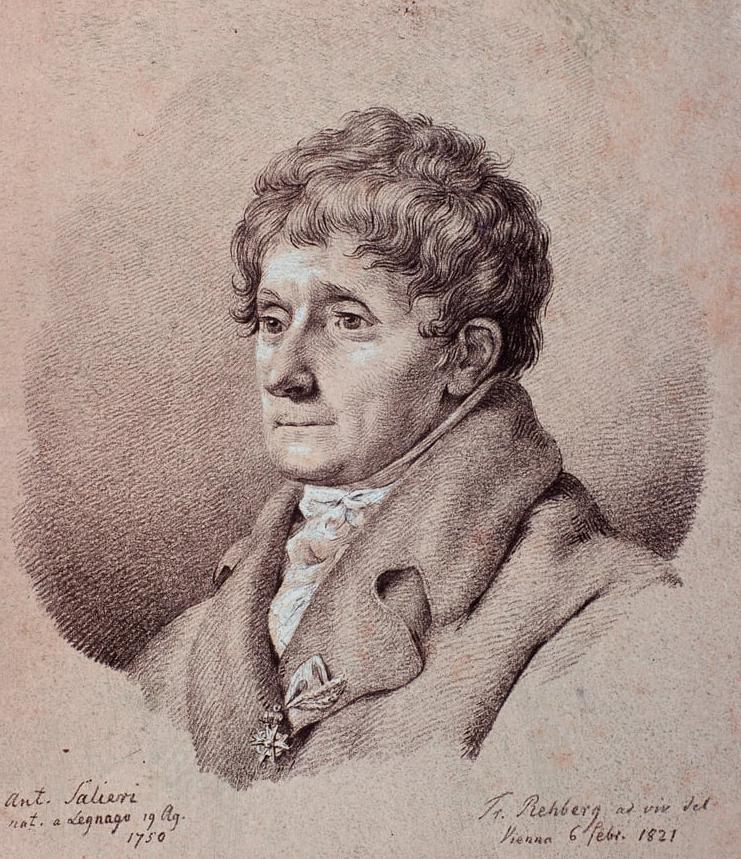
Salieri nel 1821.

Salieri trascorse nell'ospedale generale di Vienna i mesi tra l’autunno del 1823 e il maggio 1825, quando morì. In tale periodo, il compositore si sarebbe accusato di aver provocato la morte di Mozart, come lui membro della Massoneria.
Salieri morì a Vienna il 7 maggio 1825, a 74 anni; il suo corpo fu sepolto nel Matzleinsdorfer Friedhof e le sue spoglie vennero poi trasferite al Zentralfriedhof (cimitero maggiore) di Vienna. Una tradizione leggendaria sostiene che al suo funerale, Schubert, suo allievo prediletto, abbia diretto il Requiem in do minore che lo stesso Salieri aveva scritto nel 1804 per la propria morte; ma il fatto, che nessuna fonte conferma, è oggi considerato dagli studiosi altamente improbabile. Il suo monumento funebre è ornato da un'iscrizione composta dal suo allievo Joseph Weigl:

Riposa in pace! Non coperta di polvere

l'eternità ti è riservata.

Riposa in pace! In eterne armonie

si è dissolto il tuo spirito.

Egli ha espresso sé stesso in note incantevoli

ora è salpato verso l'eterna bellezza.

Nei primi anni del XXI secolo diverse associazioni culturali hanno richiesto alle autorità viennesi di trasferire la salma del noto compositore in Italia, possibilmente a Legnago, sua città natale; tuttavia, tali richieste si sono subito arenate al no delle istituzioni austriache. La tomba, che fino al 2005 si trovava in stato di abbandono, è stato oggetto di recenti restauri.

## Eredità artistica

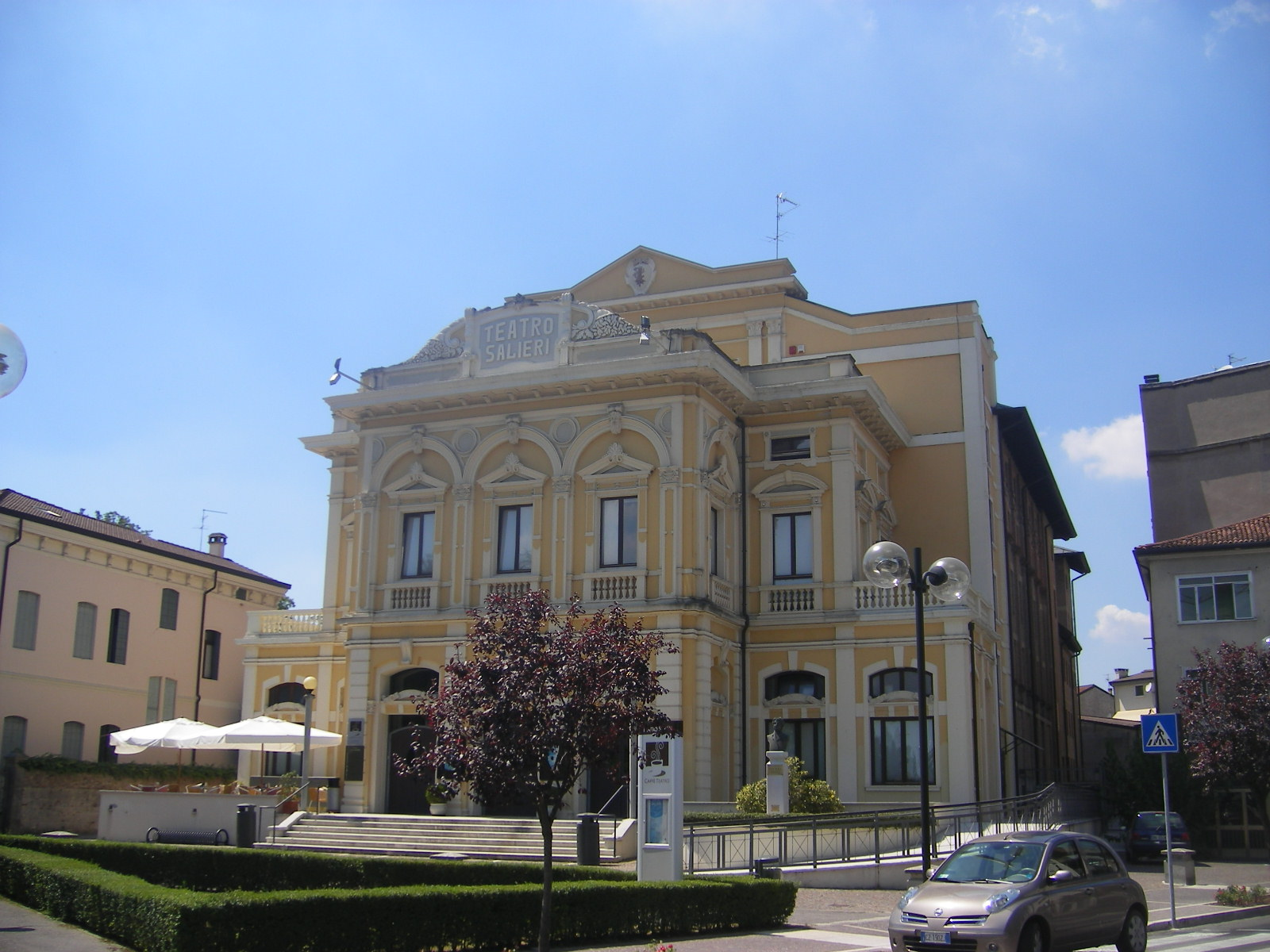
Il teatro Salieri a Legnago

Gli anni duemila hanno visto una rivalutazione della figura artistica di Salieri. Presso il Teatro Salieri di Legnago (VR), sua città natale, nella quale è attiva una fondazione culturale anch'essa intitolata al compositore, si svolge il Salieri Opera Festival. Il teatro Salieri è stato inaugurato il 19 aprile 2000 dalla prima esecuzione in tempi moderni dell'oratorio su testo di Pietro Metastasio La Passione di Gesù Cristo. Nella medesima occasione si è svolto il Convegno Internazionale di Studi (Legnago 18 - 19 aprile 2000) Antonio Salieri (1750-1825) e il teatro musicale a Vienna: convenzioni, innovazioni, contaminazioni stilistiche. Nell'ambito della manifestazione, nell'autunno 2004 si è tenuta la prima rappresentazione in epoca moderna di Il ricco d'un giorno, su testo di Lorenzo Da Ponte. Nel 2009 la Fondazione Culturale Antonio Salieri, in collaborazione con la Fondazione Arena di Verona, nell'ambito del festival ha prodotto per la prima volta in tempi moderni Il mondo alla rovescia su libretto di Caterino Mazzolà. Nel 2009 e 2010 il Salieri Opera Festival ha prodotto un concerto-pièce intitolato Ringraziamento all'Arte ch'io professo nel quale Ugo Pagliai ha interpretato il ruolo di Salieri accompagnato dall'orchestra Accademia Secolo XXI con la partecipazione del soprano Fiorella Burato; nel 2010 e 2011 lo spettacolo di danza Varietas Delectat, con la regia di Antonio Giarola, coreografie di Cristiano Fagioli e Cristina Ledri eseguite da RBR Dance Company Illusionisti della Danza su musiche interamente tratte dal repertorio salieriano e rappresentato nella primavera del 2012 a San Pietroburgo nel Teatro dell'Ermitage. Il mezzosoprano Cecilia Bartoli ha registrato un album di arie delle opere di Salieri. Dal 2021 nella città di Legnago si tiene un festival di circo contemporaneo, l'International Salieri Circus Award, diretto da Antonio Giarola e dedicato al compositore legnaghese, che dal 2022 prevede un'orchestra sinfonica diretta dal maestro Diego Basso.
Parte della sua produzione strumentale è stata pubblicata su compact disc: due sinfonie in re maggiore (la Veneziana e il Giorno Onomastico) due concerti per pianoforte e le Variazioni sulla Follia di Spagna.

## La presunta rivalità con Mozart

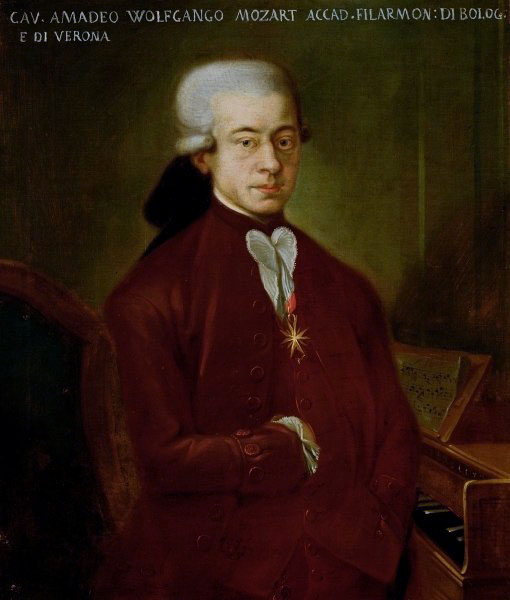
Mozart in un dipinto del 1777

Nel 1786 la prima rappresentazione delle Nozze di Figaro registrò il giudizio negativo sia del pubblico che dell'imperatore; il compositore accusò Salieri del fallimento, reo di averne boicottato l'esecuzione («Salieri e i suoi accoliti muoverebbero cielo e terra pur di farlo cadere», commentò il padre di Mozart, Leopold, riferendosi all'insuccesso del figlio in quella occasione). Va rilevato che però a quell'epoca Salieri era impegnato per la messa in scena della sua opera Les Horaces, ed è difficile che abbia potuto ordire e manovrare il tutto dalla Francia, dove si trovava.
Molto più probabilmente, sempre stando a Thayer, ad istigare Mozart contro Salieri potrebbe essere stato il poeta Giovanni Battista Casti, rivale del poeta di corte Lorenzo Da Ponte, autore del libretto di Figaro. Una conferma indiretta di quanto la diatriba Mozart-Salieri possa essere stata montata ad arte viene dal fatto che, quando nel 1788 Salieri fu chiamato in carica come Kapellmeister, anziché proporre per l'occasione un'opera propria, preferì curare l'allestimento di una riedizione delle stesse nozze di Figaro.
Contro l'anziano Salieri si diffuse, verso il 1822, la voce che avesse avvelenato Mozart per invidia. Essa trovò poi risonanza in letteratura, con il Mozart e Salieri di Puškin (1830), parte di un ciclo intitolate Piccole tragedie. Il dramma fu tradotto in musica da Rimskij-Korsakov in un'opera omonima ed ebbe una versione televisiva sovietica nel 1979. L'anno prima, alla leggenda dell'omicidio di Mozart da parte di Salieri, si era ispirato Peter Shaffer con Amadeus (1978), dramma di successo che ispirò poi la versione cinematografica di Miloš Forman (1984).

## Elenco degli allievi di Salieri più noti
- Ignaz Assmayer
- Marianne Auenbrugger
- Ludwig van Beethoven
- Carl Blum
- Antonio Casimir Cartellieri
- Caterina Cavalieri
- Luigi Cherubini
- Elise Czabon
- Carl Czerny
- Karl von Doblhoff-Dier
- Joseph Leopold Edler von Eybler
- Johann Gänsbacher
- Amalie Haehnel
- Anton Haizinger
- Ferdinand Louis Joseph Hérold
- Johann Nepomuk Hummel
- Anselm Hüttenbrenner
- Jan Antonín Koželuh
- Franz Liszt
- Giacomo Meyerbeer
- Anna Milder-Hauptmann
- Ignaz Moscheles
- Franz Xaver Wolfgang Mozart
- Auguste Mathieu Panseron
- Maria Theresia Paradis
- Benedict Randhartinger
- Anton Reicha
- Carl Gottlieb Reißiger
- Girolamo Salieri
- Leopold Schefer
- Louis Schlösser
- Franz Schubert
- Simon Sechter
- Joseph Seipelt
- Joseph Hartmann Stuntz
- Franz Süssmayr
- Franz Tausch
- Ignaz Umlauf
- Caroline Unger
- Betty Vio
- Johann Michael Vogl
- Joseph Weigl
- Franz Wild
- Peter von Winter